# 金華橋
金華橋（きんかばし）は、岐阜県岐阜市の長良川に架かる市道（都市計画道路・本町打越線）の橋である。
1965年（昭和40年）に岐阜県で開催された第20回国民体育大会（岐阜国体）の主会場である岐阜県総合運動場（現在の岐阜メモリアルセンター）へのアクセス道路とするため、同年8月完成予定の工期を1年繰り上げ、1964年（昭和39年）10月26日に竣功した。

## 概要
第二次世界大戦後の1946年（昭和21年）6月5日、戦災復興都市計画による都市計画街路46路線の一つとして、本町早田線が都市計画決定すると、1952年（昭和27年）11月に金華・京町・明徳・鷺山・常盤・早田など関係地元市民による「金華橋架設促進期成同盟会」が発足。1959年（昭和34年）11月に橋梁架設地点の地質調査に着手し、1960年（昭和35年）に取付道路の立入測量調査を開始した。伊勢湾台風による長良川の洪水を再検討した後、1961年（昭和36年）1月に左岸取付道路、同年11月に右岸取付道路の工事に着手し、金華橋架設事務所を設置した。1962年（昭和37年）に金華橋の設計を終えて橋梁の起工式を行い、橋梁下部工事に着手し、1964年（昭和39年）10月26日に竣工、供用開始した。
左岸取付道路は幅15m・延長615m、右岸取付道路は幅16m・延長307m、金華橋自体は有効巾15m・延長301.60m、上路式・吊桁付連続鋼二室単箱桁橋として建設された。下部構造は両岸の橋台（半重力式橋台）2基と橋脚4基を設置し、潜函基礎（ケーソン基礎）は25mを最大とする。上部構造は主桁に鋼材883.7トン、高欄材料として耐蝕アルミ合金10.5トン、橋面構造材料としてコンクリート939m3、丸軟鋼180トン、異形鉄筋66.7トン、アスファルト166m3を使用。取付道路は切土、盛土、跨道橋、特殊堤改良工を実施し、3245m2にわたって厚さ10cmの密粒式アスファルトコンクリートで舗装された。工事費は上部構造2億3000万円、下部構造1億2000万円、左岸取付道路6900万円、右岸取付道路4100万円、総工費4億5981万4000円（いずれも当時）。なお、建設当初はパーマネント・レッド（赤色）の橋梁だったが、2024年（令和6年）3月現在は緑色の橋である。
交通量の増大に伴い、朝夕の渋滞緩和策として1971年（昭和46年）12月にリバーシブルレーン（中央線変移）規制を全国で初めて導入し、通常時は片側2車線の車道を平日7時 - 9時は南進3車線、平日17時 - 19時は北進3車線に変更していたが、2011年（平成23年）10月11日から車線を固定した社会実験を実施し、一時休止の影響がなかったことから2013年（平成25年）4月1日に正式に廃止された。廃止に伴い、南進・北進車線ともに終日・片側2車線固定となっている。
1999年（平成11年）11月から金華橋の拡幅・リフレッシュ工事が実施され、2000年（平成12年）7月に完成した。これにより幅員が15.60mから18.80mに拡げられ、車道は11.0mから12.0m、歩道は2.0mから3.0mにそれぞれ拡幅した。なお死荷重を抑えるため、それまでのRC床板から鋼床板に取り替えられている。
例年、8月初旬（原則として山の日（8月11日））に、長良川全国花火大会（ぎふ長良川花火大会実行委員会主催）が、長良橋下流から金華橋上流にて開催される。

## 諸元
- 橋梁形式：鋼5径間連続ゲルバーヒンジ橋（鋼箱桁橋）
- 供用開始：1964年（昭和39年）10月26日
- 延長：301.60 m
- 幅員：18.80 m（建設当時は15.60 m）
- 支間割：50.0+62.5+75.6+62.5+50.0 m
- 橋台：半重力式橋台
- 橋脚：壁式橋脚
- 基礎構造：ケーソン基礎（ニューマチックケーソン工法：最大25 m）
- 所在地：岐阜県岐阜市下新町 - 早田東町
- 総工費：4億5981万4000円

## 歴史
- 1946年（昭和21年）6月：戦災復興都市計画の一つとして都市計画道路・本町早田線を都市計画決定
- 1949年（昭和24年）10月：金華橋架設について岐阜市議会で決議（事業決定）。
- 1961年（昭和36年）1月：岐阜市単独事業（都市計画事業）として工事着工。
- 1964年（昭和39年）10月26日：開通。
- 1971年（昭和46年）12月：リバーシブルレーン（中央線変移）規制を導入[6]
- 2000年（平成12年）7月：拡幅・リフレッシュ工事完成。車道及び両側歩道を拡幅。
- 2003年（平成15年）：耐震工事の手抜き工事が発覚。
- 2011年（平成23年）10月11日：リバーシブルレーン規制を一時休止[7]。
- 2013年（平成25年）4月1日：リバーシブルレーン規制を廃止[7]。

## 交通
JR岐阜駅を起点として金華橋を経由した岐阜北警察署までの道路の総称を「金華橋通り」という。
金華橋南端の金華橋南交差点は丁字路になっており、東進第2車線（中央線側）は終日直進固定のため、左折で橋に入るすべての車両は東進第1車線を使用する必要がある。なお、リバーシブルレーンが実施されていた2011年（平成23年）10月10日までは、平日7時 - 9時は第1車線から左折しかできないようになっており、平日17時 - 19時は第1、第2車線が左折車線、第3車線が直進車線となっていた。
なお、金華橋の橋南詰めにあった歩道橋は2023年（令和5年）末に撤去され、橋の周辺の景観は完成当初に近くなった。

## 関連画像
|                  |                                            |                            |
| 右岸上流から望む | 橋上のリバーシブルレーンは 2013年4月に廃止 | 忠節橋（上）と金華橋の夜景 |